# Bandera Métis
La bandera Métis va ser utilitzada per primera vegada pels combatents de la resistència Métis al Canadà, abans de la batalla de Seven Oaks de 1816, rebuda com a regal per part d'Alexander MacDonell de Greenfield de la Companyia del Nord-oest el 1814. La bandera mostra un símbol d'infinit blanc sobre un fons blau o vermell. La bandera blava s'utilitza per associar els empleats Métis de la Companyia Nord-oest, mentre que la vermella representa els Métis que treballaven per a la Companyia de la Badia de Hudson (vegeu Anglo-Métis). El símbol representa la barreja dels immigrants europeus i els pobles de les Primeres Nacions, que va crear una cultura nova i diferent.
Actualment, la bandera de fons blau ha estat acceptada pel Consell Nacional dels Métis com a bandera oficial de la Nació Métis, mentre que la bandera vermella és l'ensenya provincial de la Nació Métis d'Alberta.
El símbol del infinit blanc a la bandera representa la fe que la cultura Métis ha de viure per sempre. També es pot percebre com a dos cercles units, que representen la unitat de dues cultures, les Primeres Nacions aborígens i les europees (principalment francesa). La bandera encara es pot veure a les zones de Manitoba i altres territoris tradicionals dels Métis, com Batoche i altres assentaments a Saskatchewan i Alberta, al nord d'Ontario i a l'est de Nova Brunswick.